# Chặng đua MotoGP Valencia
Chặng đua MotoGP Valencia (tên chính thức Gran Premio de la Comunitat Valenciana) là một chặng đua thuộc giải đua xe MotoGP được tổ chức hàng năm (tính đến năm 2021) ở trường đua Ricardo Tormo, Tây Ban Nha. Chặng đua này bao gồm bốn thể thức là MotoGP, Moto2, Moto3 và MotoE.

## Lịch sử
Chặng đua được tổ chức lần đầu tiên vào năm 1999, từ đó đến nay chặng đua luôn được tổ chức ở trường đua Circuit Ricardo Tormo và thường là chặng đua cuối cùng của mùa giải. Tay đua chiến thắng nhiều nhất là Dani Pedrosa từng 7 lần giành chiến thắng.
Năm 2017 (thể thức MotoGP): Dani Pedrosa giành chiến thắng, đây là chiến thắng cuối cùng trong sự nghiệp của Pedrosa. Marc Marquez về đích thứ ba, chính thức lên ngôi vô địch.
Năm 2018 (thể thức MotoGP): Cuộc đua chính có mưa lớn và phải tạm ngưng. Marc Marquez bị ngã xe ở Race-1, không thể tham gia Race-2. Andrea Dovizioso là người giành chiến thắng.
Năm 2019 (thể thức MotoGP) Marc Marquez giành chiến thắng.
Năm 2020 (thể thức MotoGP) Franco Morbidelli là người giành chiến thắng, còn Joan Mir chính thức lên ngôi vô địch trước một chặng đua.

## Kết quả theo năm
(Chặng đua luôn được tổ chức ở trường đua Ricardo Tormo ở Valencia, Tây Ban Nha)
| Năm  | MotoE                              | MotoE                              | MotoE                              | MotoE                              | Moto3         | Moto3 | Moto2        | Moto2 | MotoGP            | MotoGP | Chi tiết |
| Năm  | Race 1                             | Race 1                             | Race 2                             | Race 2                             | Moto3         | Moto3 | Moto2        | Moto2 | MotoGP            | MotoGP | Chi tiết |
| Năm  | Tay đua                            | Xe                                 | Tay đua                            | Xe                                 | Tay đua       | Xe    | Tay đua      | Xe    | Tay đua           | Xe     | Chi tiết |
| ---- | ---------------------------------- | ---------------------------------- | ---------------------------------- | ---------------------------------- | ------------- | ----- | ------------ | ----- | ----------------- | ------ | -------- |
| 2020 | Cancelled due to COVID-19 concerns | Cancelled due to COVID-19 concerns | Cancelled due to COVID-19 concerns | Cancelled due to COVID-19 concerns | Tony Arbolino | Honda | Jorge Martín | Kalex | Franco Morbidelli | Yamaha | Chi tiết |
| 2019 | Eric Granado                       | Energica                           | Eric Granado                       | Energica                           | Sergio García | Honda | Brad Binder  | KTM   | Marc Márquez      | Honda  | Report   |

| Năm  | Moto3              | Moto3   | Moto2            | Moto2    | MotoGP           | MotoGP | Chi tiết |
| Năm  | Tay đua            | Xe      | Tay đua          | Xe       | Tay đua          | Xe     | Chi tiết |
| ---- | ------------------ | ------- | ---------------- | -------- | ---------------- | ------ | -------- |
| 2018 | Can Öncü           | KTM     | Miguel Oliveira  | KTM      | Andrea Dovizioso | Ducati | Report   |
| 2017 | Jorge Martín       | Honda   | Miguel Oliveira  | KTM      | Dani Pedrosa     | Honda  | Report   |
| 2016 | Brad Binder        | KTM     | Johann Zarco     | Kalex    | Jorge Lorenzo    | Yamaha | Report   |
| 2015 | Miguel Oliveira    | KTM     | Esteve Rabat     | Kalex    | Jorge Lorenzo    | Yamaha | Report   |
| 2014 | Jack Miller        | KTM     | Thomas Lüthi     | Suter    | Marc Márquez     | Honda  | Report   |
| 2013 | Maverick Viñales   | KTM     | Nicolás Terol    | Suter    | Jorge Lorenzo    | Yamaha | Report   |
| 2012 | Danny Kent         | KTM     | Marc Márquez     | Suter    | Dani Pedrosa     | Honda  | Report   |
| Năm  | 125 cc             | 125 cc  | Moto2            | Moto2    | MotoGP           | MotoGP | Chi tiết |
| Năm  | Tay đua            | Xe      | Tay đua          | Xe       | Tay đua          | Xe     | Chi tiết |
| 2011 | Maverick Viñales   | Aprilia | Michele Pirro    | Moriwaki | Casey Stoner     | Honda  | Report   |
| 2010 | Bradley Smith      | Aprilia | Karel Abraham    | FTR      | Jorge Lorenzo    | Yamaha | Report   |
| Năm  | 125 cc             | 125 cc  | 250 cc           | 250 cc   | MotoGP           | MotoGP | Chi tiết |
| Năm  | Tay đua            | Xe      | Tay đua          | Xe       | Tay đua          | Xe     | Chi tiết |
| 2009 | Julián Simón       | Aprilia | Héctor Barberá   | Aprilia  | Dani Pedrosa     | Honda  | Report   |
| 2008 | Simone Corsi       | Aprilia | Marco Simoncelli | Gilera   | Casey Stoner     | Ducati | Report   |
| 2007 | Héctor Faubel      | Aprilia | Mika Kallio      | KTM      | Dani Pedrosa     | Honda  | Report   |
| 2006 | Héctor Faubel      | Aprilia | Alex de Angelis  | Aprilia  | Troy Bayliss     | Ducati | Report   |
| 2005 | Mika Kallio        | KTM     | Dani Pedrosa     | Honda    | Marco Melandri   | Honda  | Report   |
| 2004 | Héctor Barberá     | Aprilia | Dani Pedrosa     | Honda    | Valentino Rossi  | Yamaha | Report   |
| 2003 | Casey Stoner       | Aprilia | Randy de Puniet  | Aprilia  | Valentino Rossi  | Honda  | Report   |
| 2002 | Dani Pedrosa       | Honda   | Marco Melandri   | Aprilia  | Alex Barros      | Honda  | Report   |
| Năm  | 125 cc             | 125 cc  | 250 cc           | 250 cc   | 500 cc           | 500 cc | Chi tiết |
| Năm  | Tay đua            | Xe      | Tay đua          | Xe       | Tay đua          | Xe     | Chi tiết |
| 2001 | Manuel Poggiali    | Gilera  | Daijiro Kato     | Honda    | Sete Gibernau    | Suzuki | Report   |
| 2000 | Roberto Locatelli  | Aprilia | Shinya Nakano    | Yamaha   | Garry McCoy      | Yamaha | Report   |
| 1999 | Gianluigi Scalvini | Aprilia | Tohru Ukawa      | Honda    | Régis Laconi     | Yamaha | Report   |